# Historial del Campeonato Alemán de fútbol

## Historial de los campeonatos
Nota: Nombres y banderas de los equipos según la época.
| Temporada                                       | Campeón                                                               | Resultado                                                             | Subcampeón                                                            | Fecha / Sede Final                                               | Fecha / Sede Final                                               | Fecha / Sede Final                                               |
| Campeonato Alemán de la DFB                     | Campeonato Alemán de la DFB                                           | Campeonato Alemán de la DFB                                           | Campeonato Alemán de la DFB                                           | Campeonato Alemán de la DFB                                      | Campeonato Alemán de la DFB                                      | Campeonato Alemán de la DFB                                      |
| ----------------------------------------------- | --------------------------------------------------------------------- | --------------------------------------------------------------------- | --------------------------------------------------------------------- | ---------------------------------------------------------------- | ---------------------------------------------------------------- | ---------------------------------------------------------------- |
| 1903                                            | VfB Leipzig                                                           | 7 - 2                                                                 | Deutscher FC Prag                                                     | 31/05/03, Altona                                                 | 31/05/03, Altona                                                 | 31/05/03, Altona                                                 |
| 1904                                            | No se definió al campeón entre el VfB Leipzig y TuFC Britannia Berlin | No se definió al campeón entre el VfB Leipzig y TuFC Britannia Berlin | No se definió al campeón entre el VfB Leipzig y TuFC Britannia Berlin |                                                                  |                                                                  |                                                                  |
| 1905                                            | Berliner F. C. Union                                                  | 2 - 0                                                                 | Karlsruher F. V.                                                      | 21/05/05, Colonia                                                | 21/05/05, Colonia                                                | 21/05/05, Colonia                                                |
| 1906                                            | VfB Leipzig                                                           | 2 - 1                                                                 | 1. FC Pforzheim                                                       | 27/05/06, Núremberg                                              | 27/05/06, Núremberg                                              | 27/05/06, Núremberg                                              |
| 1907                                            | Freiburger F. C.                                                      | 3 - 1                                                                 | B. F. C. Viktoria                                                     | 02/06/07, Mannheim                                               | 02/06/07, Mannheim                                               | 02/06/07, Mannheim                                               |
| 1908                                            | B. F. C. Viktoria                                                     | 3 - 0                                                                 | F. C. Stuttgarter Cickers                                             | 07/06/08, Berlín                                                 | 07/06/08, Berlín                                                 | 07/06/08, Berlín                                                 |
| 1909                                            | Phönix Karlsruhe                                                      | 4 - 2                                                                 | B. F. C. Viktoria                                                     | 30/05/09, Breslavia                                              | 30/05/09, Breslavia                                              | 30/05/09, Breslavia                                              |
| 1910                                            | Karlsruher F. V.                                                      | 1 - 0                                                                 | Kieler S. V. Holstein                                                 | 15/05/10, Colonia                                                | 15/05/10, Colonia                                                | 15/05/10, Colonia                                                |
| 1911                                            | B. F. C. Viktoria                                                     | 3 - 1                                                                 | VfB Leipzig                                                           | 04/06/11, Dresde                                                 | 04/06/11, Dresde                                                 | 04/06/11, Dresde                                                 |
| 1912                                            | Kieler S. V. Holstein                                                 | 1 - 0                                                                 | Karlsruher F. V.                                                      | 26/05/12, Altona                                                 | 26/05/12, Altona                                                 | 26/05/12, Altona                                                 |
| 1913                                            | VfB Leipzig                                                           | 3 - 1                                                                 | Duisburger SpV                                                        | 11/05/13, Múnich                                                 | 11/05/13, Múnich                                                 | 11/05/13, Múnich                                                 |
| 1914                                            | S. V. Greuther Fürth                                                  | 3 - 2                                                                 | VfB Leipzig                                                           | 31/05/14, Magdeburgo                                             | 31/05/14, Magdeburgo                                             | 31/05/14, Magdeburgo                                             |
| 1915                                            | No disputado por la Primera Guerra Mundial.                           | No disputado por la Primera Guerra Mundial.                           | No disputado por la Primera Guerra Mundial.                           | No disputado por la Primera Guerra Mundial.                      | No disputado por la Primera Guerra Mundial.                      | No disputado por la Primera Guerra Mundial.                      |
| 1916                                            | No disputado por la Primera Guerra Mundial.                           | No disputado por la Primera Guerra Mundial.                           | No disputado por la Primera Guerra Mundial.                           | No disputado por la Primera Guerra Mundial.                      | No disputado por la Primera Guerra Mundial.                      | No disputado por la Primera Guerra Mundial.                      |
| 1917                                            | No disputado por la Primera Guerra Mundial.                           | No disputado por la Primera Guerra Mundial.                           | No disputado por la Primera Guerra Mundial.                           | No disputado por la Primera Guerra Mundial.                      | No disputado por la Primera Guerra Mundial.                      | No disputado por la Primera Guerra Mundial.                      |
| 1918                                            | No disputado por la Primera Guerra Mundial.                           | No disputado por la Primera Guerra Mundial.                           | No disputado por la Primera Guerra Mundial.                           | No disputado por la Primera Guerra Mundial.                      | No disputado por la Primera Guerra Mundial.                      | No disputado por la Primera Guerra Mundial.                      |
| 1919                                            | No disputado por la Primera Guerra Mundial.                           | No disputado por la Primera Guerra Mundial.                           | No disputado por la Primera Guerra Mundial.                           | No disputado por la Primera Guerra Mundial.                      | No disputado por la Primera Guerra Mundial.                      | No disputado por la Primera Guerra Mundial.                      |
| 1920                                            | F. C. Nürnberg                                                        | 2 - 0                                                                 | S. V. Greuther Fürth                                                  | 13/06/20, Fráncfort                                              | 13/06/20, Fráncfort                                              | 13/06/20, Fráncfort                                              |
| 1921                                            | F. C. Nürnberg                                                        | 5 - 0                                                                 | Berliner FC Vorwärts 90                                               | 12/06/21, Düsseldorf                                             | 12/06/21, Düsseldorf                                             | 12/06/21, Düsseldorf                                             |
| 1922                                            | No se definió al campeón entre el Hamburger S. V. y el F. C. Nürnberg | No se definió al campeón entre el Hamburger S. V. y el F. C. Nürnberg | No se definió al campeón entre el Hamburger S. V. y el F. C. Nürnberg |                                                                  |                                                                  |                                                                  |
| 1923                                            | Hamburger S. V.                                                       | 3 - 0                                                                 | Union Oberschöneweide                                                 | 10/06/23, Berlín                                                 | 10/06/23, Berlín                                                 | 10/06/23, Berlín                                                 |
| 1924                                            | F. C. Nürnberg                                                        | 2 - 0                                                                 | Hamburger S. V.                                                       | 08/06/24, Berlín                                                 | 08/06/24, Berlín                                                 | 08/06/24, Berlín                                                 |
| 1925                                            | F. C. Nürnberg                                                        | 1 - 0                                                                 | F. S. V. Frankfurt                                                    | 07/06/25, Fráncfort                                              | 07/06/25, Fráncfort                                              | 07/06/25, Fráncfort                                              |
| 1926                                            | S. V. Greuther Fürth                                                  | 4 - 1                                                                 | Hertha Berliner S. C.                                                 | 13/06/26, Fráncfort                                              | 13/06/26, Fráncfort                                              | 13/06/26, Fráncfort                                              |
| 1927                                            | F. C. Nürnberg                                                        | 2 - 0                                                                 | Hertha Berliner S. C.                                                 | 12/06/27, Berlín                                                 | 12/06/27, Berlín                                                 | 12/06/27, Berlín                                                 |
| 1928                                            | Hamburger S. V.                                                       | 5 - 2                                                                 | Hertha Berliner S. C.                                                 | 29/07/28, Altona                                                 | 29/07/28, Altona                                                 | 29/07/28, Altona                                                 |
| 1929                                            | S. V. Greuther Fürth                                                  | 3 - 2                                                                 | Hertha Berliner S. C.                                                 | 28/07/29, Núremberg                                              | 28/07/29, Núremberg                                              | 28/07/29, Núremberg                                              |
| 1930                                            | Hertha Berliner S. C.                                                 | 5 - 4                                                                 | Kieler S. V. Holstein                                                 | 22/06/30, Düsseldorf                                             | 22/06/30, Düsseldorf                                             | 22/06/30, Düsseldorf                                             |
| 1931                                            | Hertha Berliner S. C.                                                 | 3 - 2                                                                 | T. S. V. München                                                      | 14/06/31, Colonia                                                | 14/06/31, Colonia                                                | 14/06/31, Colonia                                                |
| 1932                                            | F. C. Bayern München                                                  | 2 - 0                                                                 | Eintracht Fráncfort                                                   | 12/06/32, Núremberg                                              | 12/06/32, Núremberg                                              | 12/06/32, Núremberg                                              |
| 1933                                            | Düsseldorfer TSV Fortuna                                              | 3 - 0                                                                 | F. C. Gelsenkirchen-Schalke                                           | 11/06/33, Colonia                                                | 11/06/33, Colonia                                                | 11/06/33, Colonia                                                |
| Campeonato Alemán de Fútbol - Gauligen          |                                                                       |                                                                       |                                                                       |                                                                  |                                                                  |                                                                  |
| 1934                                            | F. C. Gelsenkirchen-Schalke                                           | 2 - 1                                                                 | F. C. Nürnberg                                                        | 24/06/34, Berlín                                                 | 24/06/34, Berlín                                                 | 24/06/34, Berlín                                                 |
| 1935                                            | F. C. Gelsenkirchen-Schalke                                           | 6 - 4                                                                 | VfB Stuttgart                                                         | 23/06/35, Colonia                                                | 23/06/35, Colonia                                                | 23/06/35, Colonia                                                |
| 1936                                            | F. C. Nürnberg                                                        | 2 - 1                                                                 | Düsseldorfer TSV Fortuna                                              | 21/06/36, Berlín                                                 | 21/06/36, Berlín                                                 | 21/06/36, Berlín                                                 |
| 1937                                            | F. C. Gelsenkirchen-Schalke                                           | 2 - 0                                                                 | F. C. Nürnberg                                                        | 20/06/37, Berlín                                                 | 20/06/37, Berlín                                                 | 20/06/37, Berlín                                                 |
| 1938                                            | Hannoverscher S. V.                                                   | 3 - 3, 4 - 3                                                          | F. C. Gelsenkirchen-Schalke                                           | 26/06/38, 03/07/38, Berlín                                       | 26/06/38, 03/07/38, Berlín                                       | 26/06/38, 03/07/38, Berlín                                       |
| 1939                                            | F. C. Gelsenkirchen-Schalke                                           | 9 - 0                                                                 | F. C. Admira Wien                                                     | 18/06/39, Berlín                                                 | 18/06/39, Berlín                                                 | 18/06/39, Berlín                                                 |
| 1940                                            | F. C. Gelsenkirchen-Schalke                                           | 1 - 0                                                                 | Dresdner S. C.                                                        | 21/07/40, Berlín                                                 | 21/07/40, Berlín                                                 | 21/07/40, Berlín                                                 |
| 1941                                            | S. K. Rapid Wien                                                      | 4 - 3                                                                 | F. C. Gelsenkirchen-Schalke                                           | 22/06/41, Berlín                                                 | 22/06/41, Berlín                                                 | 22/06/41, Berlín                                                 |
| 1942                                            | F. C. Gelsenkirchen-Schalke                                           | 2 - 0                                                                 | First Vienna F. C.                                                    | 05/07/42, Berlín                                                 | 05/07/42, Berlín                                                 | 05/07/42, Berlín                                                 |
| 1943                                            | Dresdner S. C.                                                        | 3 - 0                                                                 | F. V. Saarbrücken                                                     | 27/06/43, Berlín                                                 | 27/06/43, Berlín                                                 | 27/06/43, Berlín                                                 |
| 1944                                            | Dresdner S. C.                                                        | 4 - 0                                                                 | Luftwaffen-SV Hamburg                                                 | 18/06/44, Berlín                                                 | 18/06/44, Berlín                                                 | 18/06/44, Berlín                                                 |
| 1945                                            | No disputado por las consecuencias de la Segunda Guerra Mundial.      | No disputado por las consecuencias de la Segunda Guerra Mundial.      | No disputado por las consecuencias de la Segunda Guerra Mundial.      | No disputado por las consecuencias de la Segunda Guerra Mundial. | No disputado por las consecuencias de la Segunda Guerra Mundial. | No disputado por las consecuencias de la Segunda Guerra Mundial. |
| 1946                                            | No disputado por las consecuencias de la Segunda Guerra Mundial.      | No disputado por las consecuencias de la Segunda Guerra Mundial.      | No disputado por las consecuencias de la Segunda Guerra Mundial.      | No disputado por las consecuencias de la Segunda Guerra Mundial. | No disputado por las consecuencias de la Segunda Guerra Mundial. | No disputado por las consecuencias de la Segunda Guerra Mundial. |
| 1947                                            | No disputado por las consecuencias de la Segunda Guerra Mundial.      | No disputado por las consecuencias de la Segunda Guerra Mundial.      | No disputado por las consecuencias de la Segunda Guerra Mundial.      | No disputado por las consecuencias de la Segunda Guerra Mundial. | No disputado por las consecuencias de la Segunda Guerra Mundial. | No disputado por las consecuencias de la Segunda Guerra Mundial. |
| Campeonato de Alemania Occidental - Oberligen * |                                                                       |                                                                       |                                                                       |                                                                  |                                                                  |                                                                  |
| 1948                                            | F. C. Nürnberg                                                        | 2 - 1                                                                 | F. C. Kaiserslautern                                                  | 08/08/1948, Colonia                                              | 08/08/1948, Colonia                                              | 08/08/1948, Colonia                                              |
| 1949                                            | VfR Mannheim                                                          | 3 - 2                                                                 | B. V. Borussia                                                        | 10/07/1949, Stuttgart                                            | 10/07/1949, Stuttgart                                            | 10/07/1949, Stuttgart                                            |
| 1950                                            | VfB Stuttgart                                                         | 2 - 1                                                                 | Offenbacher F. C. Kickers                                             | 25/06/1950, Berlín                                               | 25/06/1950, Berlín                                               | 25/06/1950, Berlín                                               |
| 1951                                            | F. C. Kaiserslautern                                                  | 2 - 1                                                                 | SC Preußen Münster                                                    | 30/06/1951, Berlín                                               | 30/06/1951, Berlín                                               | 30/06/1951, Berlín                                               |
| 1952                                            | VfB Stuttgart                                                         | 3 - 2                                                                 | F. C. Saarbrücken                                                     | 22/06/1952, Ludwigshafen                                         | 22/06/1952, Ludwigshafen                                         | 22/06/1952, Ludwigshafen                                         |
| 1953                                            | F. C. Kaiserslautern                                                  | 4 - 1                                                                 | VfB Stuttgart                                                         | 21/06/1953, Berlín                                               | 21/06/1953, Berlín                                               | 21/06/1953, Berlín                                               |
| 1954                                            | Hannoverscher S. V.                                                   | 5 - 1                                                                 | F. C. Kaiserslautern                                                  | 23/05/1954, Hamburgo                                             | 23/05/1954, Hamburgo                                             | 23/05/1954, Hamburgo                                             |
| 1955                                            | Rot-Weiss Essen                                                       | 4 - 3                                                                 | F. C. Kaiserslautern                                                  | 26/06/1955, Hannover                                             | 26/06/1955, Hannover                                             | 26/06/1955, Hannover                                             |
| 1956                                            | B. V. Borussia                                                        | 4 - 2                                                                 | Karlsruher S. C.                                                      | 24/06/1956, Berlín                                               | 24/06/1956, Berlín                                               | 24/06/1956, Berlín                                               |
| 1957                                            | B. V. Borussia                                                        | 4 - 1                                                                 | Hamburger S. V.                                                       | 23/06/1957, Hannover                                             | 23/06/1957, Hannover                                             | 23/06/1957, Hannover                                             |
| 1958                                            | F. C. Gelsenkirchen-Schalke                                           | 3 - 0                                                                 | Hamburger S. V.                                                       | 18/05/1958, Hannover                                             | 18/05/1958, Hannover                                             | 18/05/1958, Hannover                                             |
| 1959                                            | Eintracht Fráncfort                                                   | 5 - 3                                                                 | Offenbacher F. C. Kickers                                             | 28/06/1959, Berlín                                               | 28/06/1959, Berlín                                               | 28/06/1959, Berlín                                               |
| 1960                                            | Hamburger S. V.                                                       | 3 - 2                                                                 | F. C. Köln                                                            | 25/06/1960, Fráncfort                                            | 25/06/1960, Fráncfort                                            | 25/06/1960, Fráncfort                                            |
| 1961                                            | F. C. Nürnberg                                                        | 3 - 0                                                                 | B. V. Borussia                                                        | 24/06/1961, Hannover                                             | 24/06/1961, Hannover                                             | 24/06/1961, Hannover                                             |
| 1962                                            | F. C. Köln                                                            | 4 - 0                                                                 | F. C. Nürnberg                                                        | 12/05/1962, Berlín                                               | 12/05/1962, Berlín                                               | 12/05/1962, Berlín                                               |
| 1963                                            | B. V. Borussia                                                        | 3 - 1                                                                 | F. C. Köln                                                            | 29/06/1963, Stuttgart                                            | 29/06/1963, Stuttgart                                            | 29/06/1963, Stuttgart                                            |
| Temporada                                       | Campeón                                                               | Subcampeón                                                            | Tercero                                                               | Máx. goleador                                                    | Club                                                             | Goles                                                            |
| Bundesliga de Alemania Occidental               |                                                                       |                                                                       |                                                                       |                                                                  |                                                                  |                                                                  |
| 1963-64                                         | F. C. Köln                                                            | M. S. V. Duisburg                                                     | Eintracht Fráncfort                                                   | Uwe Seeler                                                       | Hamburger S. V.                                                  | 30                                                               |
| 1964-65                                         | S. V. Werder Bremen                                                   | F. C. Köln                                                            | B. V. Borussia                                                        | Rudi Brunnenmeier                                                | TSV München                                                      | 24                                                               |
| 1965-66                                         | TSV München                                                           | B. V. Borussia                                                        | F. C. Bayern München                                                  | Lothar Emmerich                                                  | B. V. Borussia                                                   | 31                                                               |
| 1966-67                                         | Braunschweiger TSV Eintracht                                          | TSV München                                                           | B. V. Borussia                                                        | Lothar Emmerich Gerd Müller                                      | B. V. Borussia F. C. Bayern München                              | 28                                                               |
| 1967-68                                         | F. C. Nürnberg                                                        | S. V. Werder Bremen                                                   | Borussia Mönchengladbach                                              | Johannes Löhr                                                    | F. C. Köln                                                       | 27                                                               |
| 1968-69                                         | F. C. Bayern München                                                  | Aachener TSV                                                          | Borussia Mönchengladbach                                              | Gerd Müller                                                      | F. C. Bayern München                                             | 30                                                               |
| 1969-70                                         | Borussia Mönchengladbach                                              | F. C. Bayern München                                                  | Hertha Berliner S. C.                                                 | Gerd Müller                                                      | F. C. Bayern München                                             | 38                                                               |
| 1970-71                                         | Borussia Mönchengladbach                                              | F. C. Bayern München                                                  | Hertha Berliner S. C.                                                 | Lothar Kobluhn                                                   | Rot Weiss Oberhausen                                             | 24                                                               |
| 1971-72                                         | F. C. Bayern München                                                  | F. C. Gelsenkirchen-Schalke                                           | Borussia Mönchengladbach                                              | Gerd Müller                                                      | F. C. Bayern München                                             | 40                                                               |
| 1972-73                                         | F. C. Bayern München                                                  | F. C. Köln                                                            | Düsseldorfer TSV Fortuna                                              | Gerd Müller                                                      | F. C. Bayern München                                             | 36                                                               |
| 1973-74                                         | F. C. Bayern München                                                  | Borussia Mönchengladbach                                              | Düsseldorfer TSV Fortuna                                              | Jupp Heynckes Gerd Müller                                        | Borussia Mönchengladbach F. C. Bayern München                    | 30                                                               |
| 1974-75                                         | Borussia Mönchengladbach                                              | Hertha Berliner S. C.                                                 | Hamburger S. V.                                                       | Jupp Heynckes                                                    | Borussia Mönchengladbach                                         | 27                                                               |
| 1975-76                                         | Borussia Mönchengladbach                                              | Hamburger S. V.                                                       | F. C. Bayern München                                                  | Klaus Fischer                                                    | F. C. Gelsenkirchen-Schalke                                      | 29                                                               |
| 1976-77                                         | Borussia Mönchengladbach                                              | F. C. Gelsenkirchen-Schalke                                           | Braunschweiger TSV Eintracht                                          | Dieter Müller                                                    | F. C. Köln                                                       | 34                                                               |
| 1977-78                                         | F. C. Köln                                                            | Borussia Mönchengladbach                                              | Hertha Berliner S. C.                                                 | Dieter Müller Gerd Müller                                        | F. C. Köln F. C. Bayern München                                  | 24                                                               |
| 1978-79                                         | Hamburger S. V.                                                       | VfB Stuttgart                                                         | F. C. Kaiserslautern                                                  | Klaus Allofs                                                     | Düsseldorfer TSV Fortuna                                         | 22                                                               |
| 1979-80                                         | F. C. Bayern München                                                  | Hamburger S. V.                                                       | Kaisersalutern                                                        | Karl Heinz Rummenigge                                            | F. C. Bayern München                                             | 26                                                               |
| 1980-81                                         | F. C. Bayern München                                                  | Hamburger S. V.                                                       | VfB Stuttgart                                                         | Karl Heinz Rummenigge                                            | F. C. Bayern München                                             | 29                                                               |
| 1981-82                                         | Hamburger S. V.                                                       | F. C. Köln                                                            | F. C. Bayern München                                                  | Horst Hrubesch                                                   | Hamburger S. V.                                                  | 27                                                               |
| 1982-83                                         | Hamburger S. V.                                                       | S. V. Werder Bremen                                                   | VfB Stuttgart                                                         | Rudi Völler                                                      | S. V. Werder Bremen                                              | 23                                                               |
| 1983-84                                         | VfB Stuttgart                                                         | Hamburger S. V.                                                       | Borussia Mönchengladbach                                              | Karl Heinz Rummenigge                                            | F. C. Bayern München                                             | 26                                                               |
| 1984-85                                         | F. C. Bayern München                                                  | S. V. Werder Bremen                                                   | F. C. Köln                                                            | Klaus Allofs                                                     | F. C. Köln                                                       | 26                                                               |
| 1985-86                                         | F. C. Bayern München                                                  | S. V. Werder Bremen                                                   | Bayer 05 Uerdingen                                                    | Stefan Kuntz                                                     | Bochum                                                           | 22                                                               |
| 1986-87                                         | F. C. Bayern München                                                  | Hamburger S. V.                                                       | Borussia Mönchengladbach                                              | Uwe Rahn                                                         | Borussia Mönchengladbach                                         | 24                                                               |
| 1987-88                                         | S. V. Werder Bremen                                                   | F. C. Bayern München                                                  | F. C. Köln                                                            | Jürgen Klinsmann                                                 | VfB Stuttgart                                                    | 19                                                               |
| 1988-89                                         | F. C. Bayern München                                                  | F. C. Köln                                                            | S. V. Werder Bremen                                                   | Thomas Allofs Roland Wohlfarth                                   | F. C. Köln F. C. Bayern München                                  | 17                                                               |
| 1989-90                                         | F. C. Bayern München                                                  | F. C. Köln                                                            | Eintracht Fráncfort                                                   | Jørn Andersen                                                    | Eintracht Fráncfort                                              | 18                                                               |
| 1990-91                                         | F. C. Kaiserslautern                                                  | F. C. Bayern München                                                  | S. V. Werder Bremen                                                   | Roland Wohlfarth                                                 | F. C. Bayern München                                             | 21                                                               |
| Fußball-Bundesliga                              |                                                                       |                                                                       |                                                                       |                                                                  |                                                                  |                                                                  |
| 1991-92                                         | VfB Stuttgart                                                         | B. V. Borussia                                                        | Eintracht Fráncfort                                                   | Fritz Walter                                                     | VfB Stuttgart                                                    | 22                                                               |
| 1992-93                                         | S. V. Werder Bremen                                                   | F. C. Bayern München                                                  | Eintracht Fráncfort                                                   | Ulf Kirsten Anthony Yeboah                                       | Bayer Leverkusen Eintracht Fráncfort                             | 20                                                               |
| 1993-94                                         | F. C. Bayern München                                                  | F. C. Kaiserslautern                                                  | Bayer Leverkusen                                                      | Stefan Kuntz Anthony Yeboah                                      | F. C. Kaiserslautern Eintracht Fráncfort                         | 18                                                               |
| 1994-95                                         | B. V. Borussia                                                        | S. V. Werder Bremen                                                   | SportClub Freiburg                                                    | Heiko Herrlich Mario Basler                                      | Borussia Mönchengladbach S. V. Werder Bremen                     | 20                                                               |
| 1995-96                                         | B. V. Borussia                                                        | F. C. Bayern München                                                  | F. C. Gelsenkirchen-Schalke                                           | Fredi Bobic                                                      | VfB Stuttgart                                                    | 17                                                               |
| 1996-97                                         | F. C. Bayern München                                                  | Bayer Leverkusen                                                      | B. V. Borussia                                                        | Ulf Kirsten                                                      | Bayer Leverkusen                                                 | 22                                                               |
| 1997-98                                         | F. C. Kaiserslautern                                                  | F. C. Bayern München                                                  | Bayer Leverkusen                                                      | Ulf Kirsten                                                      | Bayer Leverkusen                                                 | 22                                                               |
| 1998-99                                         | F. C. Bayern München                                                  | Bayer Leverkusen                                                      | Hertha Berliner S. C.                                                 | Michael Preetz                                                   | Hertha Berliner S. C.                                            | 23                                                               |
| 1999-00                                         | F. C. Bayern München                                                  | Bayer Leverkusen                                                      | Hamburger S. V.                                                       | Martin Max                                                       | TSV München                                                      | 19                                                               |
| 2000-01                                         | F. C. Bayern München                                                  | F. C. Gelsenkirchen-Schalke                                           | B. V. Borussia                                                        | Sergej Barbarez Ebbe Sand                                        | Hamburger S. V. F. C. Gelsenkirchen-Schalke                      | 22                                                               |
| 2001-02                                         | B. V. Borussia                                                        | Bayer Leverkusen                                                      | F. C. Bayern München                                                  | Márcio Amoroso Martin Max                                        | B. V. Borussia TSV München                                       | 18                                                               |
| 2002-03                                         | F. C. Bayern München                                                  | VfB Stuttgart                                                         | B. V. Borussia                                                        | Giovane Élber Thomas Christiansen                                | F. C. Bayern München Bochum                                      | 21                                                               |
| 2003-04                                         | S. V. Werder Bremen                                                   | F. C. Bayern München                                                  | Bayer Leverkusen                                                      | Aílton Gonçalves                                                 | S. V. Werder Bremen                                              | 28                                                               |
| 2004-05                                         | F. C. Bayern München                                                  | F. C. Gelsenkirchen-Schalke                                           | S. V. Werder Bremen                                                   | Marek Mintál                                                     | F. C. Nürnberg                                                   | 24                                                               |
| 2005-06                                         | F. C. Bayern München                                                  | S. V. Werder Bremen                                                   | Hamburger S. V.                                                       | Miroslav Klose                                                   | S. V. Werder Bremen                                              | 25                                                               |
| 2006-07                                         | VfB Stuttgart                                                         | F. C. Gelsenkirchen-Schalke                                           | S. V. Werder Bremen                                                   | Theofanis Gekas                                                  | Bochum                                                           | 20                                                               |
| 2007-08                                         | F. C. Bayern München                                                  | S. V. Werder Bremen                                                   | F. C. Gelsenkirchen-Schalke                                           | Luca Toni                                                        | F. C. Bayern München                                             | 24                                                               |
| 2008-09                                         | VfL Wolfsburg                                                         | F. C. Bayern München                                                  | VfB Stuttgart                                                         | Grafite                                                          | VfL Wolfsburg                                                    | 28                                                               |
| 2009-10                                         | F. C. Bayern München                                                  | F. C. Gelsenkirchen-Schalke                                           | S. V. Werder Bremen                                                   | Edin Džeko                                                       | VfL Wolfsburg                                                    | 22                                                               |
| 2010-11                                         | B. V. Borussia                                                        | Bayer Leverkusen                                                      | F. C. Bayern München                                                  | Mario Gómez                                                      | F. C. Bayern München                                             | 28                                                               |
| 2011-12                                         | B. V. Borussia                                                        | F. C. Bayern München                                                  | F. C. Gelsenkirchen-Schalke                                           | Klaas-Jan Huntelaar                                              | F. C. Gelsenkirchen-Schalke                                      | 29                                                               |
| 2012-13                                         | F. C. Bayern München                                                  | B. V. Borussia                                                        | Bayer Leverkusen                                                      | Stefan Kießling                                                  | Bayer Leverkusen                                                 | 25                                                               |
| 2013-14                                         | F. C. Bayern München                                                  | B. V. Borussia                                                        | F. C. Gelsenkirchen-Schalke                                           | Robert Lewandowski                                               | B. V. Borussia                                                   | 20                                                               |
| 2014-15                                         | F. C. Bayern München                                                  | VfL Wolfsburg                                                         | Borussia Mönchengladbach                                              | Alexander Meier                                                  | Eintracht Fráncfort                                              | 19                                                               |
| 2015-16                                         | F. C. Bayern München                                                  | B. V. Borussia                                                        | Bayer Leverkusen                                                      | Robert Lewandowski                                               | F. C. Bayern München                                             | 30                                                               |
| 2016-17                                         | F. C. Bayern München                                                  | R. B. Leipzig                                                         | B. V. Borussia                                                        | Pierre-Emerick Aubameyang                                        | B. V. Borussia                                                   | 31                                                               |
| 2017-18                                         | F. C. Bayern München                                                  | F. C. Gelsenkirchen-Schalke                                           | Hoffenheim                                                            | Robert Lewandowski                                               | F. C. Bayern München                                             | 29                                                               |
| 2018-19                                         | F. C. Bayern München                                                  | B. V. Borussia                                                        | R. B. Leipzig                                                         | Robert Lewandowski                                               | F. C. Bayern München                                             | 22                                                               |
| 2019-20                                         | F. C. Bayern München                                                  | B. V. Borussia                                                        | R. B. Leipzig                                                         | Robert Lewandowski                                               | F. C. Bayern München                                             | 34                                                               |
| 2020-21                                         | F. C. Bayern München                                                  | R. B. Leipzig                                                         | B. V. Borussia                                                        | Robert Lewandowski                                               | F. C. Bayern München                                             | 41                                                               |
| 2021-22                                         | F. C. Bayern München                                                  | B. V. Borussia                                                        | Bayer Leverkusen                                                      | Robert Lewandowski                                               | F. C. Bayern München                                             | 35                                                               |
| 2022-23                                         | F. C. Bayern München (33)                                             | B. V. Borussia                                                        | R. B. Leipzig                                                         | Niclas Füllkrug Christopher Nkunku                               | S. V. Werder Bremen R. B. Leipzig                                | 16                                                               |
| 2023-24                                         | Bayer Leverkusen (1)                                                  | VfB Stuttgart                                                         | F. C. Bayern München                                                  | Harry Kane                                                       | F. C. Bayern München                                             | 36                                                               |

- Nota *: para el campeonato de Alemania Oriental ver: DDR-Oberliga. En el caso de las banderas durante el período del Tercer Reich (nacionalsocialismo) se utilizan las banderas divisorias territoriales en el caso del Estado Libre de Prusia, mientras que en el resto del territorio se utilizan las de las divisiones históricas previas y posteriores al régimen nacionalsocialista (unidos todos los distritos bajo la misma bandera imperial), con la excepción de Sarre que tras unirse a Alemania no poseyó bandera territorial al estar previamente administrado por la Sociedad de las Naciones.